# براون إيديي

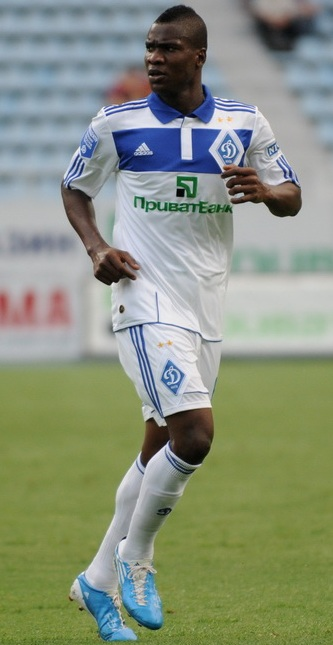
براون إيديي

إديي عيدي براون (بالإنجليزية: Brown Ideye)‏ (مواليد 10 أكتوبر 1988 في ييناغوا - نيجيريا) لاعب كرة قدم نيجيري يلعب حاليا لصالح نادي الدرجة الأولى سوشو الفرنسي منذ 2010 في مركز المهاجم .

## روابط خارجية
- براون إيديي على موقع الاتحاد الدولي (مؤرشف)  (الإنجليزية)
- براون إيديي على موقع الاتحاد الأوربي (الإنجليزية)
- براون إيديي على موقع اتحاد تركيا (لاعب) (الإنجليزية)
- براون إيديي على موقع اتحاد أوكرانيا (الإنجليزية)
- براون إيديي على موقع رابطة كرة القدم الفرنسية للمحترفين (الإنجليزية)
- براون إيديي على موقع قاعدة بيانات كرة القدم.إي يو (الإنجليزية)
- براون إيديي على موقع ليكيب (الفرنسية)
- براون إيديي على موقع ناشيونال فوتبول تيمز (الإنجليزية)
- براون إيديي على موقع Soccerbase.com (لاعب) (الإنجليزية)
- براون إيديي على موقع Soccerway.com (الإنجليزية)